# Мистер Кори
«Мистер Кори» (англ. Mister Cory) — цветная мелодрама с элементами фильма нуар режиссёра Блейка Эдвардса, который вышел на экраны в 1957 году.
Фильм рассказывает о молодом парне по имени Кори (Тони Кёртис), который благодаря умению играть в покер быстро поднимается от помощника официанта в шикарном загородном клубе до успешного профессионального игрока, а затем и совладельца престижного казино в Чикаго. Ему удаётся очаровать красавицу из высшего чикагского общества Эбби Воллард (Марта Хайер), которая заводит с ним роман, однако на его предложение жениться отвечает отказом. Когда дела в казино оказываются под угрозой, Кори вместе со своим партнёром Джеремией Колдвеллом (Чарльз Бикфорд) решает уехать, а сестра Эбби по имени Джен (Кэтрин Грант), которая влюблена в Кори, просит взять её с собой.
Фильм получил в основном весьма сдержанные отзывы критики, посчитавшей сюжет, постановку и актёрскую игру недостаточно интересными.

## Сюжет
Молодой парень по имени Кори (Тони Кёртис) решает порвать со своей жизнью в захудалом районе Чикаго. На попутной машине он выезжает из города, добираясь до загородного клуба для богатых клиентов под названием «Грин пайнс лодж», который расположен в живописном месте на берегу озера в штате Висконсин. Кори удаётся устроиться помощником официанта в клубный ресторан, которым управляет чопорный мистер Эрншоу (Генри Дэниелл), который требует строжайшего соблюдения дисциплины и установленных правил от всего персонала, в том числе, несколько раз наказывает за мелкие нарушения и Кори. По ночам Кори вместе с коллегами играет в покер, постоянно их обыгрывая, а в свободное время утром под видом постояльца успевает обыграть нескольких клиентов в мини-гольф. На вырученные деньги он покупает себе дорогую одежду, в которой щеголяет по клубу. Однажды вечером во время работы в зале ресторана Кори видит чрезвычайно красивую девушку из высшего чикагского общества по имени Эбби Воллард (Марта Хайер), которая отмечает свой день рождения. После работы он переодевается в дорогой костюм и отправляется в парк проследить за Эбби и её молодым человеком Алексом Уинкоттом (Уильям Рейнольдс). Кори слышит, как Алекс делает Эбби предложение, однако она уходит от прямого ответа, заявляя, что пока не собирается замуж, но когда соберётся, то Алекс будет её главным кандидатом в женихи. Когда Эбби отсылает Алекса и остаётся одна, Кори выходит ей на встречу, привлекая к себе её внимание. На следующее утро Кори намеренно выводит из строя катер Эбби, на котором она переправляется к своему дому на другом берегу озера, после чего отправляется загорать на плавучем понтоне поблизости. Вскоре катер отплывает от причала и через несколько метров останавливается. Кори подплывает к нему, однако на борту оказывается не Эбби, а её младшая сестра, живая, весёлая и остроумная Джен (Кэтрин Грант). После того, как Кори быстро чинит катер, Джен в качестве благодарности приглашает его вечером в свой дом на коктейль. Родители Эбби и Джен очень тепло встречают Кори, полагая, что он один из гостей клуба. Кори официально представляют также Эбби и Алексу, после чего Джен уводит его на прогулку. Она говорит, что видела Кори во время дня рождения Джен и знает кто он такой, однако она с уважением относится к людям, которые работают. Она также догадалась, что Кори намеренно испортил катер, чтобы таким образом сойтись с Эбби. Продолжая игру, Кори просит Джен передать сестре, что он якобы хвастался, что всегда добивается своей цели, и что Эбби выйдет за него замуж. На следующее утро Эбби приезжает в клуб, чтобы поговорить с Кори. Увидев её на пирсе, он тут же отпрашивается у Эрншоу, сказавшись больным, а затем, придав себе вид отдыхающего, выходит навстречу Эбби. Эбби говорит, что её возмутили слова о женитьбе, на что Кори отвечает, что когда он видит что-то, что он хочет, то добивается этого, после чего назначает ей встречу днём на озере. Когда Кори возвращается в свою комнату, там его ожидает Эрншоу, который отчитывает его за обман по поводу болезни, а также за то, что он вступает в отношения с гостями, что строжайше запрещено.
Когда Кори приходит на озеро для встречи с Эбби, его встречает Джен, сообщая, что несколько часов назад сестра вместе с Алексом уехала в Чикаго, однако вечерним поездом должна вернуться обратно. Взяв машину Джен, Кори вечером встречает Эбби на железнодорожной станции. Раздражённая Эбби сама садится за руль и разгоняется до большой скорости на узкой горной дороге, идущей вдоль озера. На полном ходу Кори вынимает ключ зажигания и машина останавливается в пустынном месте на обочине. Не обращая внимание на её сопротивление, Кори обнимает и страстно целует Эбби, и она уступает ему. Затем они берут лодку Эбби, на которой проводят романтический вечер на озере. В конце поездки, увлечённая новым романом, Эбби предлагает на следующий день сбежать вместе в Нью-Йорк на две недели, где её подруга будет справлять свадьбу. Вернувшись в клуб, Кори направляется в домик Джеремии Колдвелла (Чарльз Бикфорд), где каждую ночь собираются богатые игроки в покер. Они принимают его в свою компанию, и Колдвелл на время уступает Кори своё место за столом. Кори много выигрывает до тех пор, пока за стол не садится Колдвелл, который к утру обыгрывает Кори под чистую. Оставшись без денег, Кори звонит Эбби, говоря, что из-за срочных дел вынужден отказаться от поездки в Нью-Йорк, а сам направляется на кухню мыть посуду, куда его определил Эрншоу. Эбби в поисках Кори приезжает в клуб, обнаруживая его за мойкой посуды, после чего молча разворачивается и уходит. Разозлённый Кори в порыве чувств бьёт на кухне посуду и дерётся с сотрудниками.
Проходит год. В казино в Рино, Невада, Кори, который уже стал опытным профессиональным игроком, встречает Колдвелла. Тот рассказывает, что страдает от язвы, что мешает ему полноценно участвовать в игре, однако у него есть наработанные связи по всей стране, которые он готов предоставить, если бы они стали работать вместе. Понимая, что клиенты Колдвелла значительно более высокого уровня, чем те, с которыми ему приходится иметь дело, Кори соглашается. Они начинают работать в паре, в течение года успешно гастролируя по стране. Однажды Колдвелл сообщает Кори, что к нему обратился гангстер Руби Мэтроуб (Расс Морган), который предполагает открыть несколько полулегальных клубов с азартными играми по всей стране, в том числе, и в Чикаго, и ищет толковых людей, которые могли бы возглавить работу на местах. Услышав про свой родной город, Кори с радостью соглашается возглавить казино в Чикаго, выторговав себе и Колдвеллу долю в тридцать процентов. Кори находит для клуба дорогой особняк и оформляет его таким образом, чтобы максимально привлечь богатых людей города и вовлечь их в игру. Вспомнив об Эрншоу, Кори нанимает его в качестве управляющего по работе в зале, зная, что тот обеспечит высочайший уровень сервиса. Клуб быстро становится популярным местом среди богатых людей города, и вскоре Кори проводит его официальное открытие, приглашая на него среди прочих и семью Воллардов. Получив приглашение, Джен, которая за два года из подростка превратилась в привлекательную девушку, в тот же день приезжает в клуб, чтобы сообщить Кори о том, что его приглашение подстегнуло Эбби объявить о своей помолвке с Алексом. Вечером Джен с другом, Эбби и Алекс приходят на открытие, где Кори, чтобы отвлечь Алекса, договаривается с крупье, чтобы тот дал ему выиграть. Оставшись с Эбби наедине, Кори честно рассказывает о своём происхождении и о том, кем стал. Он говорит, что всё это время не забывал о ней, и потому каждый месяц посылал ей орхидею. Уже ночью, когда Кори приезжает к своему дому в бедный чикагский квартал, там появляется и Эбби. Когда он показывает ей, с чего он начинал, она целует его. Проходит несколько дней, между Кори и Эбби развивается бурный роман, и они проводят время в его апартаментах на втором этаже казино в то время, как Алекс продолжает играть в зале. Однако теперь ему никто не помогает, и он проигрывает всё больше и больше. Видя, что жена постоянно проводит время в казино, Алекс сначала выслеживает её, а затем приходит к Кори в апартаменты, чтобы объясниться с ним. Понимая, что Эбби увлечена Кори, Алекс говорит ему, что готов помочь ему перейти в более легальный бизнес, чтобы их не разделяли социальные различия, и Эбби была бы счастлива. Однако Кори в грубой форме отказывается от его помощи, оскорбляет Алекса, после чего выгоняет его. Возмущённый поведением Кори, Колдвелл заявляет о нежелании продолжать с ним работать и увольняется. Вскоре после этого Кори делает Эбби предложение, но после того, как она ему отказывает, он понимает, что она никогда по-настоящему не полюбит его. Неожиданно появляется Руби, сообщая, что с подачи Алекса сейчас в казино начнётся полицейский обыск. Кори выходит в коридор, чтобы вывести Эбби через служебный вход, однако там его поджидает Алекс. Он ранит Кори из пистолета в плечо, после чего присутствующий при этом Руби забирает пистолет, заявляя, что теперь у него есть железный аргумент, что никакого обыска не будет. Однако Кори отбирает у Руби оружие, сообщая Алексу, что Эбби отказала ему, и что он скажет полиции, что случайно ранил себя сам. Порвав отношения с Руби, несколько дней спустя Кори вместе с Колдвеллом улетает из города. Неожиданно в аэропорту появляется Джен, говоря Кори, что он может пригласить её с собой, так как она последует за ним куда угодно. Удивленный Кори заключает её в свои объятия.

## В ролях
- Тони Кёртис — Кори
- Марта Хайер — Эбби Воллард
- Чарльз Бикфорд — Джеремиа Дес Плейнс «Билокси» Колдвелл
- Кэтрин Грант — Джен Воллард
- Уильям Рейнольдс — Алекс Уинкотт
- Генри Дэниелл — мистер Эрмшоу
- Расс Морган — Руби Мэтроуб
- Уиллис Бучи — мистер Воллард
- Луиз Лоример — миссис Воллард
- Джоан Бэнкс — Лили
- Гарри Лэндерс — Энди
- Глен Крамер — Ронни Чемберс
- Дик Крокетт — повар

## Создатели фильма и исполнители главных ролей
Блейк Эдвардс как режиссёр более всего известен романтической комедией «Завтрак у Тиффани» (1962), серией комедий про Розовую пантеру с участием Питера Селлерса 1960—1970-х годов, а позднее такими картинами, как «Виктор/Виктория» (1982), «Свидание вслепую» (1987) и «Подмена» (1991).
В конце 1950-х годов Тони Кёртис сыграл в некоторых из лучших своих картин, среди них «Сладкий запах успеха» (1957), «Скованные одной цепью» (1958), которая принесла ему его единственную номинацию на «Оскар», и «В джазе только девушки» (1959).
Как отмечает историк кино Хэл Эриксон, это был первый из нескольких успешных совместных фильмов режиссёра Блейка Эдвардса и звезды Тони Кёртиса, за которым последовали комедии «Идеальный отпуск» (1958), «Операция «Нижняя юбка»» (1959) и «Большие гонки» (1965).
В 1959 году Марта Хайер была номинирована на «Оскар» за роль второго плана в мелодраме «И подбежали они» (1958). Среди других её памятных картин — фильм нуар «На трёх тёмных улицах» (1954), комедия «Плавучий дом» (1958), мелодрама «Всё самое лучшее» (1959), научно-фантастический фильм «Первые люди на Луне» (1964) и вестерн «Сыновья Кэти Элдер» (1965).

## История создания фильма
Фильм поставлен по новелле Лео Ростена «Кори», которую автор опубликовал в журнале Cosmopolitan в 1948 году под псевдонимом Леонард Кью Росс (англ.  Leonard Q. Ross).
Хотя в феврале 1956 года газета Daily Variety сообщала, что студия Universal Pictures владела историей Лео Ростена уже «некоторое время», «Голливуд репортер» в мае 1956 года сообщил, что Тони Кёртис совсем недавно купил эту историю у Ростена, после чего продал её студии.
Рабочее название фильма — «Кори» (англ.  Cory).
Согласно информации «Голливуд репортер» от мая 1956 года, первоначально роль Джен Воллард должна была играть Джанет Лейк, однако затем студия Universal взяла на эту роль Кэтрин Грант, которую арендовала у студии Columbia.
Фильм находился в производстве с мая по июль 1956 года.Некоторые сцены фильма снимались на натуре в посёлке Лейк Эрроухед в Калифорнии.
Премьера фильма состоялась 22 февраля 1957 года в Нью-Йорке, и в прокат фильм вышел в марте 1957 года.

## Оценка фильма критикой
Фильм получил сдержанные отзывы критики. После выхода картины обозреватель «Нью-Йорк таймс» Босли Краузер, в частности, написал, что «это во всех отношениях и подробностях история успеха в голливудском стиле». Как далее отмечает критик, картина «сделана в цвете и в формате CinemaScope, что помогает создать видимость того, что происходит что-то успешное, когда на самом деле не происходит абсолютно ничего… Сказать, что кто-либо в этой картине, включая Кёртиса, даёт игру, которая хотя бы приближается к убедительности, не говоря уж о драматической содержательности, было бы актом очень большой щедрости. И это было бы больше, чем кто-либо этого заслуживает».
Как позднее было отмечено в рецензии журнала TimeOut, эта картина была сделана перед фильмом «Сладкий запах успеха» и «почти предвосхищает игру Кёртиса в роли Сидни Фалько — он разрабатывает ту же самую жилу уличного, хвастливого честолюбия, хотя (в данном случае) с комическим и гораздо менее успешным эффектом». По словам рецензента, «это глянцевая, почти чёрная комедия, которая не становится острой сатирой, несмотря на подчёркнутую иронию сексуально неоднозначных отношений между Кёртисом и стареющим игроком (Бикфорд), с которым он вступает в прибыльное партнерство. Но точность игры Кёртиса в сочетании с твердым профессионализмом Эдвардса делают фильм легким, хотя и незапоминающемся зрелищем». Хэл Эриксон выделяет игру Бикфорда, который «отлично справляется с ролью опытного пожилого игрока, который становится партнером Кори и в финале картины его самым суровым критиком». По словам Эриксона, «если судить по тому, сколько раз фильм демонстрировался по кабельному телевидению, это один из самых популярных фильмов Тони Кёртиса 1950-х годов».